# Alberto Gilardino
Alberto Gilardino est un ancien footballeur international italien, né le 5 juillet 1982. Il évoluait au poste d'attaquant devenu entraîneur.  
Il fait partie de l'Ordre du Mérite de la République Italienne (Cavaliere Ufficiale OMRI), qui est la plus haute distinction italienne.

## Biographie

### En club

#### Piacenza, Hellas Vérone et Parme
Après ses débuts dans la Biellese, Gilardino va rejoindre l'équipe de Piacenza à l'âge de 15 ans. C'est deux ans et demi après, début 2000, à l'âge de 17 ans et demi, qu'il joue son premier match en première division. Il ne lui faut que quelques semaines pour inscrire son premier but contre Venise après à peine deux minutes de jeu.
Il marquera deux autres buts pour sa première saison mais son équipe est reléguée, alors Gilardino quitte Piacenza pour l'Hellas Vérone où il marque cinq buts avant d’être transféré à Parme en 2002 où il connut ses meilleures années.

#### AC Milan
Ayant démontré ses grandes capacités précédemment à Parme, Gilardino rejoint la grande équipe du Milan de Nesta, Maldini, Kaká, Shevtchenko, Inzaghi...
Gilardino fait deux saisons assez bonnes notamment la première, celle de 2005/2006. La troisième est moins réussie et certains parlent pour lui de "saison noire" ce qui est un peu exagéré. Au cours de cette période, il s'illustre sur le plan européen en marquant en demi-finale de la Ligue des champions contre Manchester United et s'illustre sur le plan mondial en gagnant certes le championnat du monde des clubs avec le Milan mais aussi avec la Nazionale en gagnant la coupe du monde 2006 (lors de laquelle il marqua un but). En mai 2008, il est annoncé à la Fiorentina.

#### ACF Fiorentina
Gilardino rejoint l'ACF Fiorentina durant l'été 2008. Il porte comme à son habitude le maillot no 11.
La première saison, il est très efficace, en effet il marque 25 buts sous le maillot de la Fiorentina. Il joue son premier match contre le Slavia Prague pour le tour préliminaire de la ligue des Champions et il marque en deuxième mi-temps à la suite d'un corner. Son deuxième but est marqué face à la Juventus à la 89e minute lors de la première journée du championnat. Ce fut une saison très prolifique pour lui, en effet on parle de lui à ce moment-là comme du Gilardino qui jouait à Parme, où il avait fini en 2004 et 2005 deux fois vice meilleur buteur. Gilardino est très en forme et fait gagner souvent son équipe comme le but assez incroyable qu'il marque contre le Genoa lors de la 5e journée. En championnat il totalise 19 buts, plus 6 en Coupe d'Europe dont 4 en Ligue des Champions (notamment un doublé face à l'OL en septembre 2008, match qui finit 2 buts à 2).
La deuxième saison, il marque 19 buts dont 15 en Serie A. Si pour son équipe ce n'est pas une saison très réussie en championnat (l'équipe finit onzième), c'est tout le contraire en Coupe d'Europe : en effet, après avoir éliminé le Sporting Lisbonne (Gilardino marqua au match aller), la Fiorentina enchaine les victoires en Ligue des Champions  : 2-0 à Liverpool, deux festivals de buts contre les Hongrois de Debrecen (4-3 avec but de Gilardino et 5-2 avec de nouveau un but de Gilardino), 1-0 à l'OL sur penalty de Vargas, 2-1 à Liverpool où Gilardino marqua à la dernière minute sur passe de Vargas et une  dernière victoire, synonyme d'élimination contre le Bayern (3-2) en huitième de finale.
La troisième saison, avec l'entraîneur Siniša Mihajlović, il est l'auteur de 12 buts en championnat. 
La quatrième saison, il marque un but en Coupe d'Italie puis un but en Serie A lors de ses deux premiers matchs de la saison. Au cours du troisième match, il se blesse face à l'Udinese (match perdu 2-0) et il doit être écarté des terrains pendant six semaines environ mais Gilardino revient finalement après un peu moins d'un mois. Par la suite, il est décisif lors d'une action face à la Juventus (match perdu 2-1) où il est à l'origine du but de Stevan Jovetic. Il faudra cependant attendre le mois de décembre pour revoir un but de Gilardino. C'est lors du match Fiorentina-Atalanta à Florence (match nul 2-2). Sur ce but, Vargas adresse un centre que Gilardino détourne.

#### Genoa CFC et Bologne
La deuxième partie de la saison 2011-2012 se déroule au Genoa car il signe dans ce club le 3 janvier 2012. Il décide de prendre le no 82. À défaut de marquer beaucoup de buts, Gilardino se transforme en passeur : il délivre sept passes décisives entre janvier et mai 2012. À noter qu'il se blesse de nouveau cette saison et reste en dehors des terrains pour quelques semaines. Gilardino inscrit son premier but face à Napoli (match gagné 3-2). Il marque ce but de la tête. Durant ce match, il offre deux passes décisives à son coéquipier Rodrigo Palacio.
Le 31 août 2012, il est prêté pour 1,5 M€ à Bologne.
Gilardino dispute toutes les rencontres de Bologne de la 3e à la 38e journée en tant que titulaire, sauf la 37e en raison d'une suspension. Gilardino marque en tout 13 buts cette saison.

#### Guangzhou Evergrande
Alors qu'il avait annoncé vouloir rejoindre Marcello Lippi et Alessandro Diamanti en Chine, son souhait est exaucé le 11 juillet 2014 où il rejoint le club chinois. Il sera sacré champion de Chine lors de la saison 2013/2014.

#### Retour à la Fiorentina
Après un très court passage au club chinois de Guangzhou (5 buts pour 14 matchs), Gilardino regagne l'Italie et la Fiorentina lors du mercato hivernal 2015. L'international Azzurri fait l'objet d'un prêt de six mois entre les deux clubs assorti d'une option d'achat élevée à 1,5 million d'euros.

### En équipe nationale
Alberto Gilardino dispute sa première compétition internationale lors de la Coupe du monde 2006 en Allemagne. Durant la compétition, il s'illustre en marquant un but face aux Etats-Unis lors du deuxième match de poules. Ne disputant pas la finale contre l'équipe de France, il devient néanmoins champion du monde à l'issue du tournoi. 
Trois ans plus tard, il est de nouveau convoqué pour participer à la Coupe des Confédérations 2009 où les italiens sortiront dès le premier tour. L'année suivante, il dispute la Coupe du monde 2010 mais ne peut empêcher l'élimination de la Squadra Azzura dès la phase de poules. 
Après avoir fini sa saison à Bologne, il joue la Coupe des Confédérations 2013. L'Italie se classe troisième et il est titulaire lors de la demi-finale perdue contre l'Espagne puis lors de la petite finale contre l'Uruguay. 

### Entraîneur
Gilardino commence la saison 2022-2023 à la tête des moins de 19 ans du Genoa FC. L'équipe première, dirigée par Alexander Blessin est en Serie B et vise la promotion en Serie A. En décembre 2022, Blessin est licencié à la suite de résultats négatifs plaçant le club en cinquième position du championnat et Gilardino est promu entraîneur de l'équipe première. Sous sa direction, l'équipe remonte au classement et atteint son objectif de promotion à deux journées de la fin du championnat. Le 19 novembre 2024, il est démis de ses fonctions d'entraîneur.

## Statistiques détaillées
| Saison                | Club                  | Championnat           | Championnat | Championnat | Coupe(s) nationale(s) | Coupe(s) nationale(s) | Compétition(s) continentale(s) | Compétition(s) continentale(s) | Compétition(s) continentale(s) | Coupe du monde des clubs | Coupe du monde des clubs | Supercoupe UEFA | Supercoupe UEFA | Barrages | Barrages | Italie | Italie | Total | Total |
| Saison                | Club                  | Division              | M.          | B.          | M.                    | B.                    | Comp.                          | M.                             | B.                             | M.                       | B.                       | M.              | B.              | M.       | B.       | M.     | B.     | M.    | B.    |
| 1999-2000             | Plaisance FC          | Serie A               | 17          | 3           | -                     | -                     | -                              | -                              | -                              | -                        | -                        | -               | -               | -        | -        | -      | -      | 17    | 3     |
| 2000-2001             | Plaisance FC          | Serie B               | -           | -           | 3                     | 2                     | -                              | -                              | -                              | -                        | -                        | -               | -               | -        | -        | -      | -      | 3     | 2     |
| Sous-total            | Sous-total            | Sous-total            | 17          | 3           | 3                     | 2                     | -                              | -                              | -                              | -                        | -                        | -               | -               | -        | -        | -      | -      | 20    | 5     |
| 2000-2001             | Hellas Vérone         | Serie A               | 22          | 3           | -                     | -                     | -                              | -                              | -                              | -                        | -                        | -               | -               | 2        | 0        | -      | -      | 24    | 3     |
| 2001-2002             | Hellas Vérone         | Serie A               | 17          | 2           | 2                     | 1                     | -                              | -                              | -                              | -                        | -                        | -               | -               | -        | -        | -      | -      | 19    | 3     |
| Sous-total            | Sous-total            | Sous-total            | 39          | 5           | 2                     | 1                     | -                              | -                              | -                              | -                        | -                        | -               | -               | 2        | 0        | -      | -      | 43    | 6     |
| 2002-2003             | Parme AC              | Serie A               | 24          | 4           | 2                     | 1                     | C3                             | 2                              | 0                              | -                        | -                        | -               | -               | -        | -        | -      | -      | 28    | 5     |
| 2003-2004             | Parme AC              | Serie A               | 34          | 23          | 2                     | 0                     | C3                             | 4                              | 3                              | -                        | -                        | -               | -               | -        | -        | -      | -      | 40    | 26    |
| 2004-2005             | Parme FC              | Serie A               | 38          | 23          | 1                     | 0                     | C3                             | 8                              | 1                              | -                        | -                        | -               | -               | 1        | 1        | 6      | 2      | 54    | 27    |
| Sous-total            | Sous-total            | Sous-total            | 96          | 50          | 5                     | 1                     | -                              | 14                             | 4                              | -                        | -                        | -               | -               | 1        | 1        | 6      | 2      | 122   | 58    |
| 2005-2006             | AC Milan              | Serie A               | 34          | 17          | 3                     | 2                     | C1                             | 10                             | 0                              | -                        | -                        | -               | -               | -        | -        | 14     | 6      | 61    | 25    |
| 2006-2007             | AC Milan              | Serie A               | 30          | 12          | 4                     | 2                     | C1                             | 11                             | 2                              | -                        | -                        | -               | -               | -        | -        | 3      | 1      | 48    | 17    |
| 2007-2008             | AC Milan              | Serie A               | 30          | 7           | 1                     | 0                     | C1                             | 7                              | 2                              | 1                        | 0                        | 1               | 0               | -        | -        | 2      | 0      | 42    | 9     |
| Sous-total            | Sous-total            | Sous-total            | 94          | 36          | 8                     | 4                     | -                              | 28                             | 4                              | 1                        | 0                        | 1               | 0               | -        | -        | 19     | 7      | 151   | 51    |
| 2008-2009             | ACF Fiorentina        | Serie A               | 35          | 19          | 1                     | 0                     | C1+C3                          | 8+2                            | 5+1                            | -                        | -                        | -               | -               | -        | -        | 9      | 3      | 55    | 28    |
| 2009-2010             | ACF Fiorentina        | Serie A               | 36          | 15          | 3                     | 0                     | C1                             | 9                              | 4                              | -                        | -                        | -               | -               | -        | -        | 9      | 4      | 57    | 23    |
| 2010-2011             | ACF Fiorentina        | Serie A               | 35          | 12          | 1                     | 0                     | -                              | -                              | -                              | -                        | -                        | -               | -               | -        | -        | 4      | 1      | 40    | 13    |
| 2011-2012             | ACF Fiorentina        | Serie A               | 12          | 2           | 1                     | 1                     | -                              | -                              | -                              | -                        | -                        | -               | -               | -        | -        | -      | -      | 13    | 3     |
| Sous-total            | Sous-total            | Sous-total            | 118         | 48          | 6                     | 1                     | -                              | 19                             | 10                             | -                        | -                        | -               | -               | -        | -        | 22     | 8      | 165   | 67    |
| 2011-2012             | Genoa CFC             | Serie A               | 14          | 4           | -                     | -                     | -                              | -                              | -                              | -                        | -                        | -               | -               | -        | -        | -      | -      | 14    | 4     |
| 2012-2013             | Genoa CFC             | Serie A               | -           | -           | 1                     | 0                     | -                              | -                              | -                              | -                        | -                        | -               | -               | -        | -        | -      | -      | 1     | 0     |
| Sous-total            | Sous-total            | Sous-total            | 14          | 4           | 1                     | 0                     | -                              | -                              | -                              | -                        | -                        | -               | -               | -        | -        | -      | -      | 15    | 4     |
| 2012-2013             | Bologne FC (prêt)     | Serie A               | 36          | 13          | 1                     | 0                     | -                              | -                              | -                              | -                        | -                        | -               | -               | -        | -        | 8      | 1      | 45    | 14    |
| 2013-2014             | Genoa CFC             | Serie A               | 36          | 15          | 1                     | 1                     | -                              | -                              | -                              | -                        | -                        | -               | -               | -        | -        | 2      | 1      | 39    | 17    |
| 2014                  | Guangzhou Evergrande  | CSL                   | 14          | 5           | 1                     | 1                     | AFC                            | 2                              | 0                              | -                        | -                        | -               | -               | -        | -        | -      | -      | 17    | 6     |
| 2014-2015             | ACF Fiorentina (prêt) | Serie A               | 14          | 4           | -                     | -                     | -                              | -                              | -                              | -                        | -                        | -               | -               | -        | -        | -      | -      | 14    | 4     |
| 2015-2016             | US Palerme            | Serie A               | 33          | 10          | 1                     | 1                     | -                              | -                              | -                              | -                        | -                        | -               | -               | -        | -        | -      | -      | 34    | 11    |
| 2016-2017             | Empoli FC             | Serie A               | 1           | 0           | 1                     | 0                     | -                              | -                              | -                              | -                        | -                        | -               | -               | -        | -        | -      | -      | 2     | 0     |
| Total sur la carrière | Total sur la carrière | Total sur la carrière | 512         | 193         | 30                    | 12                    | -                              | 63                             | 18                             | 1                        | 0                        | 1               | 0               | 3        | 1        | 57     | 19     | 667   | 243   |

### Buts en sélection
Le tableau suivant liste les résultats de tous les buts inscrits par Alberto Gilardino avec l'Italie.
| Buts internationaux d'Alberto Gilardino | Buts internationaux d'Alberto Gilardino | Buts internationaux d'Alberto Gilardino           | Buts internationaux d'Alberto Gilardino | Buts internationaux d'Alberto Gilardino | Buts internationaux d'Alberto Gilardino | Buts internationaux d'Alberto Gilardino |
| 0                                       | Date                                    | Lieu                                              | Adversaire                              | Résultat                                | Compétition                             |                                         |
| --------------------------------------- | --------------------------------------- | ------------------------------------------------- | --------------------------------------- | --------------------------------------- | --------------------------------------- | --------------------------------------- |
| 1er                                     | 13 octobre 2004                         | Stade Ennio-Tardini, Parme, Italie                | Biélorussie                             | 4-3                                     | Éliminatoires de la Coupe du monde 2006 |                                         |
| 2e                                      | 9 février 2005                          | Stade Sant'Elia, Cagliari, Italie                 | Russie                                  | 2-0                                     | Match amical                            |                                         |
| 3e                                      | 17 août 2005                            | Lansdowne Road, Dublin, Irlande                   | République d'Irlande                    | 1-2                                     | Match amical                            |                                         |
| 4e                                      | 12 octobre 2005                         | Stade Via del Mare, Lecce, Italie                 | Moldavie                                | 2-1                                     | Éliminatoires de la Coupe du monde 2006 |                                         |
| 5e                                      | 12 novembre 2005                        | Amsterdam ArenA, Amsterdam, Pays-Bas              | Pays-Bas                                | 1-3                                     | Match amical                            |                                         |
| 6e                                      | 1er mars 2006                           | Stade Artemio-Franchi, Florence, Italie           | Allemagne                               | 4-1                                     | Match amical                            |                                         |
| 7e                                      | 30 avril 2006                           | Stade de Genève, Genève, Suisse                   | Suisse                                  | 1-1                                     | Match amical                            |                                         |
| 8e                                      | 17 juin 2006                            | Fritz-Walter-Stadion, Kaiserslautern, Allemagne   | États-Unis                              | 1-1                                     | Coupe du monde 2006                     |                                         |
| 9e                                      | 6 septembre 2006                        | Stade de France, Paris, France                    | France                                  | 3-1                                     | Éliminatoires Euro 2008                 |                                         |
| 10e                                     | 20 août 2008                            | Stade du Ray, Nice, France                        | Autriche                                | 2-2                                     | Amical                                  |                                         |
| 11e                                     | 10 juin 2009                            | Loftus Versfeld Stadium, Pretoria, Afrique du Sud | Nouvelle-Zélande                        | 4-3                                     | Match amical                            |                                         |
| 12e                                     | 10 juin 2009                            | Loftus Versfeld Stadium, Pretoria, Afrique du Sud | Nouvelle-Zélande                        | 4-3                                     | Match amical                            |                                         |
| 13e                                     | 10 octobre 2009                         | Croke Park, Dublin, Irlande                       | République d'Irlande                    | 2-2                                     | Éliminatoires de la Coupe du monde 2010 |                                         |
| 14e                                     | 14 octobre 2009                         | Stade Ennio-Tardini, Parme, Italie                | Chypre                                  | 3-2                                     | Éliminatoires de la Coupe du monde 2010 |                                         |
| 15e                                     | 14 octobre 2009                         | Stade Ennio-Tardini, Parme, Italie                | Chypre                                  | 3-2                                     | Éliminatoires de la Coupe du monde 2010 |                                         |
| 16e                                     | 14 octobre 2009                         | Stade Ennio-Tardini, Parme, Italie                | Chypre                                  | 3-2                                     | Éliminatoires de la Coupe du monde 2010 |                                         |
| 17e                                     | 7 septembre 2010                        | Stade Artemio-Franchi, Florence, Italie           | Îles Féroé                              | 1-0                                     | Éliminatoires Euro 2012                 |                                         |
| 18e                                     | 31 mai 2013                             | Stade Renato-Dall'Ara, Bologne, Italie            | Saint-Marin                             | 4-0                                     | Match amical                            |                                         |
| 19e                                     | 6 septembre 2013                        | Stadio Renzo Barbera, Palerme, Italie             | Bulgarie                                | 1-0                                     | Éliminatoires de la Coupe du monde 2014 |                                         |

## Palmarès

### En Club
- Milan AC :
  - Vainqueur de la Ligue des champions en 2007.
  - Vainqueur de la Supercoupe de l'UEFA en 2007.
  - Vainqueur de la Coupe du monde des clubs en 2007.
- Guangzhou Evergrande :
  - Vainqueur du Championnat de Chine en 2014.

### En sélection
- Italie espoirs :
  - Vainqueur du Championnat d'Europe Espoirs en 2004.
- Italie Olympique :
  - Médaille de Bronze aux Jeux Olympiques d'été de 2004.
- Italie
  - Vainqueur de la Coupe du monde en 2006.
  - Troisième de la Coupe des confédérations en 2013.

### Distinctions personnelles
- Meilleur joueur italien de l'année de Serie A : 2005
- Meilleur jeune joueur de l'année de Serie A : 2004
- Meilleur buteur de Équipe d'Italie de football espoirs de tous les temps, 19 buts en 30 sélections.